# Шоктыбай
Шоктыбай (каз. Шоқтыбай) — село в Чингирлауском районе Западно-Казахстанской области Казахстана. Входит в состав Кызылкульского сельского округа. Код КАТО — 276645600.

## Население
В 1999 году население села составляло 422 человека (196 мужчин и 226 женщин). По данным переписи 2009 года, в селе проживало 359 человек (164 мужчины и 195 женщин).
- Сарекенов, Кабидолла Зулкашевич (род. 1942) — казахский ученый, профессор, доктор технических наук, член-корреспондент Национальной инженерной Академии Республики Казахстан.